# Las Razas
Las Razas är en ort i Mexiko.   Den ligger i kommunen Santa Cruz Xoxocotlán och delstaten Oaxaca, i den sydöstra delen av landet, 400 km sydost om huvudstaden Mexico City. Las Razas ligger 1 613 meter över havet och antalet invånare är 389.
Terrängen runt Las Razas är kuperad norrut, men söderut är den platt. Terrängen runt Las Razas sluttar österut. Runt Las Razas är det tätbefolkat, med 570 invånare per kvadratkilometer. Närmaste större samhälle är Oaxaca de Juárez, 6,8 km öster om Las Razas. I omgivningarna runt Las Razas växer huvudsakligen savannskog.